# Bìm bịp đen lớn
Bìm bịp đen lớn (danh pháp hai phần: Centropus menbeki) là một loài chim thuộc chi Bìm bịp, họ Cuculidae..
Bìm bịp đen lớn phân bố ở Indonesia và Papua New Guinea. Môi trường sống tự nhiên của nó là rừng đất thấp ẩm cận nhiệt đới hoặc nhiệt đới.